# Scandal (singel)
Scandal är en singel med rockgruppen Queen skriven av gitarristen Brian May. Låten handlar delvis om ett sprucket förhållande (syftandes på Brian Mays skilsmässa), men samtidigt även om hur hård pressen var på Brian och de övriga medlemmarna i bandet och bland annat påstod att frontmannen Freddie Mercury hade Aids och därmed vägrade lämna honom i fred.

## Musikvideo
I musikvideon till låten uppträder gruppen på en tidningsliknande scen. I början av videon får man se ett par bli fotograferat av paparazzi. Trots att sångaren Freddie Mercury var sjuk i aids vid den här tiden är han väldigt aktiv och rörlig i videon.

## Medverkande
- Freddie Mercury - sång, keyboard
- Brian May - gitarr, keyboard
- John Deacon - bas
- Roger Taylor - trummor